# 長岡是季
長岡 是季（ながおか あきすえ）は、戦国時代から江戸時代初期にかけての武将。本名は米田是季。 通称は監物。米田監物、長岡監物、長岡正近、長岡興季ともよばれる。

## 概要
米田是季は、熊本藩細川家4代（忠興・忠利・光尚・綱利）に渡り仕えた武将である。しかし、主君との対立から大坂の陣での敵対、帰参後の異例の出世など波乱万丈の生涯を送り、未だ不明な点が多い人物でもある。
米田氏の先祖は大和の越智一族である。祖父の米田求政は室町幕府将軍・足利義輝に仕え御伽衆を務めた。求政は三好三人衆が義輝を永禄の変で暗殺した際に弟・足利義昭の救出に功があったが、讒言のために足利家を追い出される。その後、細川家に仕えた。
なお米田は、「よねだ」ではなく「こめだ」と読む。

## 生涯
天正14年（1586年）、米田是政の長男として生まれる。幼名は与七郎、のちに是季と名乗る。
はじめ、細川藤孝の次男・細川興元のもとで番頭を務めた。慶長5年（1600年）、関ヶ原の戦いに父・是政とともに従軍して伊吹山で敵を討ち取る戦功をあげた。岐阜城の戦いにおいて父が戦死すると、「長岡」の姓と「興」の字を与えられ、以降は興季と名乗る。
しばらくして興元の兄で豊前国小倉藩藩主・細川忠興に仕えたが、慶長12年（1607年）に先年に起こった藩の重臣で興季の妹婿であたる飯河肥後の誅伐事件を不満として抗議したため、忠興の怒りを買い浪人となる。
慶長19年（1614年）、大坂の陣が起こると豊臣秀頼につき、大坂城に入城する。そこで、忠興の次男で細川家を離れていた細川興秋とともに大野治房組に所属する。冬の陣では塙直之・御宿政友らとともに池田忠雄に備えた。同年11月17日に蜂須賀至鎮の陣へ夜襲して直之の手の者が10、是季の手の者が13の首を挙げ、蜂須賀家臣の中村右近を討死させている（本町橋の夜戦）。ところが、樫井の戦いにおいて直之・淡輪重政を見捨てた岡部大学を非難し治房組から脱退したとも、夏の陣の際に落城するまで戦うが家臣の勧めで城から落ち延びたとも伝わる。いずれにしても、豊臣氏の滅亡後は近江国坂本西教寺で蟄居した。
元和8年（1623年）春、忠興と2代藩主・細川忠利の呼びかけに応じて、2千石で豊前小倉藩に帰参する（一説に9年とも）。江戸幕府による大坂城築城工事において活躍し、寛永2年（1625年）に6千5百石の家老に就任する。寛永9年（1632年）、加藤忠広の改易により主家が肥後国熊本藩へ加増移封されると、寛永11年（1634年）には家老として1万石に加増された。寛永14年（1637年）、忠利・光尚に従い島原の乱で活躍する。
寛永18年（1641年）、初代熊本藩主・忠利が死去。寛永20年（1643年）正月10日ころ、2代藩主・細川光尚が八代にいる祖父・三斎（忠興）を見舞った際に、興季も同僚の沢村吉重とともに同行している。これは三斎が望んで招いたこととされている。なお、正保2年（1645年）に忠興は死去。
正保4年（1647年）、長崎にポルトガルの使節2隻が来航した際には、幕府長崎奉行指揮の下、藩の軍勢1万余人を率いて出陣し追い払う功を立てた（この時に動員された諸藩の総兵力は一説に船数1500余隻、人数も一説に5万余人。オランダ人が耳に入れた噂によれば、10万人集めるつもりだったという）。江戸からは大目付が応援に駆け付けている。
慶安2年（1649年）、光尚が死去。7歳と幼かった細川綱利が三代目藩主を継ぐ。幼年の藩主を幕府に認めてもらうために、細川家中で奔走して、取り潰しを免れた。
明暦4年（1658年）正月8日、死去。享年73。家臣6名が殉死している。
子孫は熊本藩の上卿三家・米田氏（1万5000石、家老二座）称長岡姓（長岡監物）として、子の是長以降、是庸、是春、是福、是知、是睦、是容、是豪、虎雄（是保）と続き、維新後男爵となっている。

## 逸話
- 弓の名手だったといわれる。
- 浪人になった一説として、細川家を出奔して豊臣氏に与した細川興秋の監視役として大坂城へ入城したとも伝わる。なお大坂の陣後、忠興は興秋の助命を許さなかったという[13]。
- 小幡景憲は豊臣方の武将を評して「武事を知る者は真田・御宿・塙・後藤・米田くらい」という主旨のことを板倉勝重に報告している[14]。大阪浪人の中では30歳・若年の将ながら高く評価されている。
- 元和8年の春の帰参に関して「熊本縣史料・近世編第二ｐ377」に記録がある。

【監物人数之覚-一、壱人ハ　自身
-一、壱人ハ　母
-一、壱人ハ　監物女房共-一、壱人ハ　せかれ（是長・五歳）-一、貮人ハ　侍
-一、八人ハ　小性
-一、壱人ハ　臺所人-
　一、七人ハ　女房達
-一、四人ハ　はした
-一、拾六人ハ　中間・小者-上下合四十貮人 -外ニ馬壱疋】
　とあり、大人数を引き連れての帰参であった。浪人の身でありながら、どのような生活をしていたのか未だ不明である。
- 是季は大坂浪人の一般の仕官解禁より一年半ほど早い[15]。これは忠利が幕府へ申し入れてのことである。忠利の力量及び是季の才覚の必要性が窺える。
- 浪人中は、近江国大津の西教寺に寄寓していたともされ、同寺には米田是直が祀ったと思われる一族の墓が残っている。この西教寺は明智光秀との縁も深く、米田是直の父、米田是庸は藩主一門南条元知の子であるが母の系統は細川興秋、細川ガラシャ、明智光秀へと繋がる。